# Carlos Arturo Piedrahíta
Carlos Arturo Piedrahíta Cárdenas (Anorí, 8 de noviembre de 1956) es un abogado y político colombiano. 
Fue Representante a la Cámara por Antioquia entre 2002 y 2010; en la Cámara fue vocero del Partido Liberal Colombiano entre 2008 y 2010. Desde 2016 es el director Jurídico de la Gobernación de Antioquia. 
Actualmente, desempeña como profesor de tiempo completo en la Universidad Autónoma Latinoamericana dictando cursos de Derecho Laboral. 

## Reseña biográfica
Graduado como abogado de la Universidad de Antioquia y especializado en Gestión Pública. Fue Concejal de y Secretario de Gobierno de Medellín, Diputado departamental y Secretario de Minas y Energía de Antioquia.
En 2002 logra un escaño para la Cámara de Representantes, haciéndose miembro de la Comisión Primera, dedicada a los temas constitucionales, jurídicos y políticos. En 2006 logra su reelección y en 2008 es elegido vocero del Partido Liberal.
Entre 2010 y 2014 fue Suplente de Óscar de Jesús Marín en la Cámara de Representantes.